# Gonia aturgida
Gonia aturgida là một loài ruồi trong họ Tachinidae.